# 愛媛県道142号石鎚伊予小松停車場線
愛媛県道142号石鎚伊予小松停車場線（えひめけんどう142ごう いしづちいよこまつていしゃじょうせん）は、愛媛県西条市を通る一般県道である。

## 概要

### 路線データ
- 総延長：7.0 km
- 起点：西条市小松町石鎚
- 終点：西条市小松町新屋敷

## 歴史
- 1958年（昭和33年）6月27日 - 愛媛県告示第566号により、本路線を整理番号26番として県道に認定される[1]。
- 1972年（昭和47年）3月16日 - 愛媛県が愛媛県道142号石鎚伊予小松停車場線として認定。

## 地理

### 通過する自治体
- 西条市

### 交差する道路
- 国道11号
- 愛媛県道12号西条久万線

#### 重複区間
- 国道11号（西条市氷見～小松町新屋敷）
- 愛媛県道12号西条久万線（西条市小松町石鎚～西条市黒瀬）

### 沿線にある施設など
- 四国八十八箇所第60番札所横峰寺別院
- 黒瀬湖
- 西条氷見郵便局
- JR四国予讃線 伊予小松駅